# York
York je grad u Engleskoj. Grad ima 195.400 stanovnika. Bogat je povijesnim spomenicima, a godišnje ga posjećuje preko tri milijuna turista. Sjedište je nadbiskupije.

## Povijest
Osnovali su ga Rimljani 71. pr. Kr., najprije kao vojnu tvrđavu. Rimsko ime mjesta je bilo Eboracum. Bio je najveća vojna baza na sjeveru Britanije, a kasnije glavni grad provincije Britannia Inferior, pa Britannia Secunda. Car Hadrijan je 122. posjetio Eboracum i zamijenio je garnizon šestom legijom. Mogućnost trgovine navela je civilno stanovništvo da u okolini tvrđave izgrade naselje, koje je kasnije postalo kolonija. Septimije Sever i Konstancije I. Klor su koristili tvrđavu kao svoju bazu za vojne pohode 211. i 306. Oba cara su umrli u Eboracumu. 
Nakon rimskog povlačenja iz Britanije 410. Angli i Juti se pojavljuju krajem 5. i početkom 6. stoljeća. York je bio glavni grad Deire, pa Deire i Bernikije, kasnije nazvane Northumbrija. Do početka 7. stoljeća York je bio značajan centar nortumbrijskih kraljeva. Od 735.
Danski Vikinzi su 866. zauzeli York, a od 876. su se stalno nastanili u Yorkshireu. To područje je jedno stoljeće bilo poznato kao Vikinška kraljevina Jorvik. Posljednji vikinški kralj Eric Haraldsson je protjeran i otada je York dio Anglo-saksonske države. 
Nakon Normanskog osvajanja Engleske 1066. York je pretrpio teška razaranja 1069. zbog pobune protiv Vilima I. Osvajača. Za vremena Normana izgrađena su dva dvorca. York je postao značajan gradski i administrativni centar i sjedište nadbiskupa. Tijekom 13. i 14. stoljeća postao je povremeno sjedište kraljevske vlade. Masa je 1190. masakrirala Židove u Yorku. Grad je napredovao tijekom srednjeg vijeka. Gradilo je se mnogo crkava.
Velika katedrala Minster završena je 1472. godine. Za vrijeme engleskog građanskog rata York je bio rojalističko uporište, pa su ga snage parlamenta opsjedale i zauzele 1644. Nakon rata York je vraćao nekadašnju slavu i do 1660. je bio, nakon Londona i Norwicha, najveći grad u Engleskoj.

## Zemljopis
York se nalazi u plodnoj dolini kraj rijeka Ouse i Foss. U doba Rimljana tu su bile močvare, pa je bilo lako braniti tvrđavu. Međutim grad je podložan poplavama. Najveće poplave u posljednjih 350 godina bile su 2000. godine.

## Znamenitosti
- Jorčki Minster je najveća gotička katedrala u Sjevernoj Europi. Građena je u 13. i 14. stoljeću, a dovršena je 1472.
- srednjovekovne zidine iz 14. stoljeća koje se protežu oko centra grada. Dugačke su oko 5 kilometara.
- Dvorac York je mjesto gdje su masakrirani Židovi 1190.
- The Shambles je uska srednjovjekovna ulica s trgovinama

## Gospodarstvo
Gospodarstvo se uglavnom bazira na turizmu, znanosti i servisnom sektoru. U Yorku se nalazi jedna od tvornica Nestléa u kojima se proizvode čokolade KitKat, Smartie i druge. 

## Galerija
- York Minster, južna fasada
- Srednjovjekovne zidine
- Simbol Yorka
- Skeldergate Bridge
- Ostaci rimskih zidina
- Rijeka Ouse u Yorku

## Vanjske poveznice
- Službene stranice